# Бевз Григорій Петрович
Бевз Григорій Петрович (7 лютого 1926, Війтівка — 3 квітня 2021, Київ) — український педагог, математик-методист, кандидат педагогічних наук, доцент.

## Біографія
Григорій Бевз народився 7 лютого 1926 року в селі Війтівка (тепер Родниківка) Уманського району Черкаської області. У 1941 році закінчив семирічну загальноосвітню школу у Кривому Розі. У 1947 році закінчив 10-й клас у середній школі № 2 міста Умань.
У 1950 році закінчив Уманський учительський інститут. У 1952 — закінчив фізико-математичний факультет Криворізького педагогічного інституту (заочно).
У 1950—1954 — працював учителем математики та фізики в селах Христинівського району Черкаської області.
В 1954 році одружився зі студенткою Уманського учительського інституту Маєю Острожинською.
У 1954—1957 — навчався в аспірантурі Київського державного педагогічного інституту імені О. М. Горького (спеціальність «Методика викладання математики»).
У 1957—1961 — викладач Криворізького педагогічного інституту.
У 1961 році захистив дисертацію на тему «Доведення в шкільному курсі алгебри», отримав науковий ступінь кандидата педагогічних наук.
У 1962—1971 — доцент кафедри елементарної математики та методики математики фізико-математичного факультету Київського державного педагогічного інституту імені О. М. Горького.
У 1972—1983 — завідувач кафедри математики та методики математики КДПІ ім. О. М. Горького.
У 1983—1993 — доцент кафедри математики і теорії та методики навчання математики КДПІ ім. О. М. Горького.
Помер 3 квітня 2021 року.

### Сім'я
- Батько — Бевз Петро Карпович, службовець
- Мати — Бевз Марія Григорівна, службовиця
- Дружина — Бевз (до шлюбу Острожинська) Майя Анатоліївна (1932—2021), вчителька-методистка в галузі математики. Діти:
  - Бевз Валентина Григорівна (1955—2021) — вчителька-методистка в галузі математики.
    - Онука: Васильєва (до шлюбу Коваленко) Дарина Володимирівна — вчителька-методистка в галузі математики.

  - Владімірова Наталія Григорівна (1958) — вчителька-методистка в галузі математики.

## Наукова діяльність
Сфера наукових інтересів — методика викладання математики в середніх та вищих навчальних закладах.
Автор понад 350 наукових праць, серед яких методичні посібники з викладання математики та шкільні підручники для 5-11 класів з математики, алгебри і геометрії. Окремі підручники перекладені російською, польською, румунською, угорською, таджицькою мовам, а також надруковані шрифтом Брайля.
Підготував 20 кандидатів наук (Карелін Л. З., Клименченко Д. А., Скрипник Д. А., Лисенко В. І., Савич Є. Ф., Кржемінська Г. К., Литовченко З. М., Пасічник Я. А., Халіков Абдуразик, Падрон Діас Ф. Д., Черних Л. О., Іванов І. С., Кадиров Нарзулло, Хмара Т. М та інші).
Працював у кількох напрямах:
- методика викладання математики (посібники для студентів: «Методика викладання математики», для учителів: «Методика викладання алгебри», «Методика розв'язування алгебраїчних задач», «Методика розв'язування стереометричних задач», «Методи навчання математики», «Виховання учнів математикою» тощо);
- геометрія («Геометрія трикутника», «Геометрія тетраедра», «Геометрія чотирикутників», «Геометрія кіл», «Геометрія паркетів»);
- підручники для учнів (усі підручники математики для 5-11 класів, кілька поколінь);
- довідники з математики (друковані у видавництвах «Наукова думка», «Радянська освіта», «Махаон-Україна»);
- історія («Історія Уманщини», «Українці», «Моя Україна»)
- філософія і соціологія («Діалектика буття», «Про любов», «Голодомори в Україні»);
- поезія (збірки «Енеїда», «Примовки-римовки», «Думка», «Римована математика»)
- проза (роман-есе «Лев, інвертований із пустелі»).

Ще дуже багато книжок не вийшли друком.

## Творчість
Григорій Бевз захоплювався поезією, опублікував художні книжки та збірки поезій: «Історія Уманщини» (1997), «Діалектика буття» (2005), «Примовки-римовки» (2005, 2016), «Думка» (2006), «Українці» (2007), «Моя Україна» (2010), «Про любов» (2011), «Енеїда, перелицьована втретє» (2012), «Римована математика» (2012), «Лев, інтернований із пустелі. Роман-есе» (2012), «Дорога до школи» (2016), «Поетика математики» (2016) та інші. А також віршовані книжки для дітей: «Дванадцять місяців» (2006) та «Математики початки для хлопчиків та дівчаток» (2006).

### Вибрані праці
- «Теорія чисел і теоретична арифметика: методичні вказівки та контрольно-тренувальні вправи для студентів заочників фізико-математичних факультетів педагогічних інститутів». Київ: Радянська школа, 1963. 52 с.
- «Елементарна математика: програма і робочий план вивчення курсу. Для студентів загальнонаукових факультетів вузів». Київ: Радянська школа, 1964. 12 с.
- «Експериментальна програма з математики для 1-3 класів восьмирічної школи». Київ, 1965. 14 с.
- «Справочник по элементарной математике: арифметика, алгебра». Киев: Наукова думка, 1965. 415 с. (співавтор — Швецов К. І.)
- «Довідник з елементарної математики: арифметика, алгебра». Київ: Наукова думка, 1967. 408 с. (співавтор — Швецов К. І.)
- «Методика викладання математики. Математичні задачі і їх розв'язування: методичні вказівки для студентів-заочників фізико-математичних факультетів педагогічних інститутів». Київ: Радянська школа, 1967. 77 с.
- «Методика викладання математики: загальні питання». Київ: Радянська школа, 1968. 195 с.
- «Методика викладання алгебри: посібник для вчителів». Київ: Радянська школа, 1971. 272 с.
- «Методика викладання математики. Арифметика, алгебра, початки аналізу і геометрія: навчальний посібник для педагогічних інститутів». Київ: Вища школа, 1972. 336 с.
- «Геометрія тетраедра». Київ: Радянська школа, 1974. 108 с.
- «Методика розв'язування алгебраїчних задач у 6-8 класах: посібник для вчителя». Київ: Радянська школа, 1975. 239 с.
- «Методика викладання математики: навчальний посібник для фізико-математичних факультетів педагогічних інститутів». Київ: Вища школа, 1977. 375 с.
- «Урок математики в школі: посібник для вчителів». Київ: Радянська школа, 1977. 109 с. (співавтори — Слєпкань З. І., Конфорович А. Г., Олійник Г. Ф.)
- «Таблиці з математики для 8 класу». Київ: Радянська школа, 1978. 20 таблиць.
- «Методичні вказівки до таблиць з математики для 8 класу». Київ: Радянська школа, 1978. 16 с.
- «Методика викладання математики: практикум». Київ: Вища школа, 1981. 199 с. (співавтори — Конфорович А. Г., Олійник Г. Ф., Савич Є. Ф., Слепкань З. І., Чепанал Є. О., Шевченко А. В.)
- «Математика: посібник для факультативних занять у 7 класі». Київ: Радянська школа, 1982. 152 с. (співавтори — Конфорович А. Г., Резніченко З. О., Чепанал Є. О.)
- «Методика розв'язування стереометричних завдань: посібник для вчителя». Київ: Радянська школа, 1988. 191 с.
- «Геометрія: експериментальний навчальний посібник для 10-11 класів шкіл з поглибленим вивченням математики». Київ: Освіта, 1992. 224 с. (співавтори — Бевз. В. Г., Владімірова Н. Г., Владіміров В. М.)
- «Математика: пробний підручник для 10 класу середньої школи». Київ: Освіта, 1995. 176 с.
- «Математика: пробний підручник для 11 класу середньої школи». Київ: Освіта, 1995. 191 с.
- «Математика: пробний підручник для 9 класу середньої школи». Київ: Освіта, 1996. 174 с.
- «Алгебра: пробний підручник для 7-9 класів середньої школи». Київ: Освіта, 1996. 303 с.
- «Дидактичні матеріали з математики 7 клас: посібник для вчителя». Київ: Освіта, 1999. 96 с. (співавтор — Бевз В. Г.).
- «Алгебра у VII класі: методичний посібник для вчителя». Київ: Український центр духовної культури, 2000. 128 с. (співавтор — Бевз В. Г.).
- «Математика: пробний підручник для 5 класу загальноосвітніх навчальних закладів». Київ: Вежа, 2000. 208 с.
- «Геометрія: підручник для 7-9 класів загальноосвітніх навчальних закладів». Київ: Вежа, 2001. 270 с. (співавтори — Бевз В. Г., Владімірова Н. Г.)
- «Математика: пробний підручник для 6 класу загальноосвітніх навчальних закладів». Київ: Вежа, 2002. 224 с.
- «Геометрія: підручник для 10-11 класів загальноосвітніх навчальних закладів». Київ: Вежа, 2002. 222 с. (співавтори — Бевз В. Г., Владімірова Н. Г.)
- «Алгебра: підручник для 7 класу загальноосвітніх навчальних закладів». Київ: Освіта, 2002. 191 с.
- «Геометрія чотирикутника». Харків: Основа, 2003. — 80 с.
- «Алгебра: підручник для 8 класу загальноосвітніх навчальних закладів». Київ: Освіта, 2004. 175 с.
- «Геометрія кіл». Харків: Основа, 2004. 112 с.
- «Виховання учнів математикою». Харків: Основа, 2004. 92 с.
- «Алгебра і початки аналізу: підручник для 10-11 класів загальноосвітніх навчальних закладів». Київ: Освіта, 2006. 255 с.
- «Математика в школах України». Київ: Педагогічна преса, 2009. 159 с.
- «Методи навчання математики». Київ: Генеза, 2010. 117 с.
- «Числа: навчально-методичний посібник». Харків: Основа, 2013. 112 с.
- «Алгебра і початки аналізу. Профільний рівень: підручник для 10 класу закладів загальної середньої освіти». Київ: Освіта, 2018. 334 с. (співавтори — Бевз В. Г., Владімірова Н. Г.)
- «Математика. Алгебра і початки аналізу та геометрії. Рівень стандарту: підручник для 10 класу закладів загальної середньої освіти». Київ: Освіта, 2018. 287 с. (співавтор — Бевз В. Г.).
- «Математика. Алгебра і початки аналізу та геометрії. Рівень стандарту: підручник для 11 класу закладів загальної середньої освіти». Київ: Освіта, 2019. 271 с. (співавтор — Бевз В. Г.).
- «Моя методика математики». Тернопіль: Навчальна книга–Богдан, 2021. 584 с.

### Художні праці
- «Історія Уманщини». Умань, 1997. 104 с.
- «Примовки-Римовки: збірник». Київ, 2016. 80 с.
- «Українці». Київ: Педагогічна преса, 2007. 104 с.
- «Моя Україна». Харків: Сиция, 2010. 80 с.
- «Про любов». Харків: Основа, 2011. 127 с.
- «Римована математика: збірка віршів на математичні теми». Харків: Основа, 2012. 80 с.
- «Енеїда, перелицьована втретє: поезія». Київ, 2012. 80 с.
- «Лев, інтернований із пустелі. Роман-есе». Київ: Освіта, 2012. 152 с.
- «Дорога до школи». Харків: Основа, 2016. 80 с.
- «Великі українці: поетичний збірник». Київ, 2016. 208 с.
- «Поетика математики: збірка віршів». Харків: Основа, 2016. 126 с.